# Dendropsophus cachimbo
Dendropsophus cachimbo é uma espécie de anfíbio da família Hylidae.
É endémica do Brasil.
Os seus habitats naturais são: savanas húmidas, matagal húmido tropical ou subtropical, marismas de água doce e marismas intermitentes de água doce.
Está ameaçada por perda de habitat.